# فالديمار كيمبفيرت
فالديمار كيمبفيرت (27 سبتمبر 1877 - 27 نوفمبر 1956) (بالإنجليزية: Waldemar Kaempffert)‏ كاتب في العلوم ومدير متحف أمريكي.

## مسيرته
ولد فالديمار كيمبفيرت ونشأ في مدينة نيويورك. حصل على بكالوريوس العلوم من كلية مدينة نيويورك في عام 1897. بعد ذلك، عمل في شركة ساينتفك أمريكان، مترجما (1897-1900)، ثم محررًا إداريًا (1900-1916). كما كتب مقالات حول العلوم للمنشورات الأخرى خلال هذا الوقت، بما في ذلك ثلاث مقالات لمجلة هاربر، ابتداء من عام 1908. في عام 1916، بدأ العمل محررا لمجلة بوبيولار ساينس.
كان كيمفيرت عضوًا في الجمعية الأمريكية للمهندسين الميكانيكيين، وجمعية تاريخ العلوم، والرابطة الوطنية لكتاب العلوم (شغل منصب الرئيس في عام 1937)، وجمعية الوافدين الجدد. وكان أيضًا عضوًا في مجلس جوائز بيبودي للمحلفين من 1940 إلى 1956.
كان كيمبفرت عضوًا في الجمعية الأمريكية للبحوث النفسية، وهي منظمة مكرسة لعلم التخاطر. كان صديقًا لعالمي التخاطر جيمس هيسلوب ووالتر فرانكلين برنس.